# Dumitru Focșeneanu
Dumitru Focșeneanu (Breaza, 8 novembre 1935 – Ploiești, 20 giugno 2019) è stato un bobbista rumeno.

## Biografia
Viene ricordato come vincitore di una medaglia d'argento nella sua disciplina, ottenuta ai campionati mondiali del 1969 (edizione tenutasi a Lake Placid, Stati Uniti d'America) insieme al connazionale Ion Panțuru. Nell'edizione l'oro e il bronzo andarono alle nazionali italiane. Nel 1973 vinse una medaglia di bronzo nella stessa disciplina.
È deceduto il 20 giugno 2019 all'età di 83 anni per un attacco cardiaco.